# Stare Bogaczowice
Stare Bogaczowice (do 1946 niem. Altreichenau) – wieś w Polsce, położona w województwie dolnośląskim, w powiecie wałbrzyskim, w gminie Stare Bogaczowice. Siedziba gminy Stare Bogaczowice.
W latach 1975–1998 wieś administracyjnie należała do województwa wałbrzyskiego.

## Położenie
Stare Bogaczowice to wieś położona w dolinie rzeki Strzegomki, Polskiej Wody i Chwaliszówki. Stare Bogaczowice leżą na skraju dwóch regionów: Pogórza Bolkowskiego i Gór Wałbrzyskich.
| SIMC    | Nazwa    | Rodzaj     |
| ------- | -------- | ---------- |
| 0855322 | Podgórna | przysiółek |
| 0855339 | Wrony    | przysiółek |

## Charakterystyka
Stare Bogaczowice stanowią ogniwo łańcucha osadniczego o długości około 4,8 km; na wysokości 360–420 m n.p.m. Na terenie wsi występują źródła mineralne (szczawy wodorowęglanowo-sodowe). Znajduje się tutaj: urząd gminy, szkoła podstawowa, gimnazjum, OSP, parafia rzymskokatolicka, sołectwo i leśnictwo.
We wsi działała Rolnicza Spółdzielnia Produkcyjna Przyszłość Stare Bogaczowice, wyróżniona Orderem Sztandaru Pracy II Klasy.

## Toponimia
Rychnów – 1228 r., Richenowe – 1263 r., Richinowe – 1292 r., Richynow – 1318 r., Reychenaw – 1399 r., Altreichenau do 1945 r., Dolina do 1947 r., od 1947 Stare Bogaczowice

## Historia
Pierwsza wzmianka o wsi znajduje się w dokumencie z roku 1228, dotyczącym fundacji klasztoru cysterskiego w Henrykowie. Wieś nosząca wówczas nazwę Rychnów wraz ze swoim obejściem w ilości 100 wielkich łanów została przekazana klasztorowi nadaniem przez kanonika Mikołaja, notariusza książęcego. Nadanie zostało zatwierdzone przez księcia Henryka Pobożnego. Po ufundowaniu klasztoru cystersów w Krzeszowie, z woli księcia Bolka I, wieś w ramach wymiany z klasztorem henrykowskim od roku 1292 przynależała do klasztoru krzeszowskiego. W roku 1318 we wsi była karczma, wolny wyszynk i dom parafialny – proboszczem był pochodzący z Pomorza Liczko (do dziś zachowały się ruiny pochodzącego z tego okresu kościoła św. Mikołaja odbudowanego po wojnach husyckich w roku 1518 i przebudowanego w roku 1704).
W połowie XV w. powstał kościół w dolnej części wsi, w miejscu dzisiejszego kościoła św. Józefa, jedynym zachowanym jego elementem jest dolna część wieży. Spis majętności klasztornych z roku 1576 zawiera zapis, iż w Starych Bogaczowicach gospodaruje 74 gospodarzy. Z inicjatywy opata Bernarda Rosy w latach 1685–1689 wzniesiono nowy kościół parafialny pw. św. Józefa Oblubieńca Najświętszej Marii Panny z barokowym wyposażeniem, które wykonali: Johann Claessens, Franz Heigel, Georg Schrötter. W roku 1736 wzniesiono kaplicę św. Anny, w której freski na sklepieniu wykonał Franz Heigel ze Świdnicy.
We wrześniu 1760 roku, przez tydzień, wokół wsi trwały potyczki wojsk pruskich i austriackich. Ze spisu gruntów z 1788 wynika, że w Starych Bogaczowicach mieszkało 60 chłopów, 21 zagrodników, 84 dzierżawców, 92 chałupników, 2 młynarzy i 2 kowali. Zawiera on 270 tytułów własności.
W roku 1810 została przeprowadzona sekularyzacja dóbr zakonnych. Na rzecz państwa przejęto ziemię, budynki, źródła mineralne, dzieła sztuki. W roku 1830 we wsi działały dwie szkoły, królewskie nadleśnictwo, 3 młyny wodne i 1 wiatrak, 135 warsztatów płócienniczych, farbiarnia, 4 kołodziejów i 5 kuźni.
Na przełomie XIX i XX wieku Stare Bogaczowice stały się kurortem w oparciu o występujące tu źródła mineralne, które nosiły nazwy „Dolne”, „Klasztorne”, „Anny” i „Szczawa” i piękny krajobraz Sudetów. Na zboczu koło kaplicy św. Anny planowano budowę nowoczesnego uzdrowiska z inhalatorium i łazienkami. Zostały wybudowane studnie, pijalnie oraz domy kąpielowe. Do nazwy miejscowości zaczęto dopisywać dodatek Bad (pol. Zdrój). Woda wykorzystywana była do kuracji pitnej i kąpielowej oraz do produkcji mineralnej wody stołowej. Do uzdrowiska licznie zjeżdżali kuracjusze, aby od maja do września zażywać kąpieli na choroby krtani, pęcherza moczowego i dolegliwości nerek. Rozbudowę uzdrowiska pokrzyżowała wojna i na długie lata zamarło wydobywanie wody z tutejszych źródeł.
W roku 1939 wieś zamieszkiwało 1691 mieszkańców.
Wieś gminna należała do okręgu bolkowsko-kamiennogórskiego księstwa świdnickiego, od roku 1818 przyporządkowana była do powiatu bolkowskiego rejencji legnickiej, a w roku 1934 Stare Bogaczowice włączone zostały do powiatu wałbrzyskiego.
Po zakończeniu II wojny światowej Stare Bogaczowice pozostawały wsią rolniczą. Osiedliło się tu dużo repatriantów ze wschodu. Przez szereg lat nie eksploatowano źródeł mineralnych, upadły też plany budowy uzdrowiska. W roku 1968 źródła zostały odgruzowane. Gminna Spółdzielnia „Samopomoc Chłopska” w Wałbrzychu rozpoczęła eksploatację i sprzedaż wody pod nazwą Rozlewnia Wód Mineralnych „ANNA” w Starych Bogaczowicach.

## Zabytki
Do wojewódzkiego rejestru zabytków wpisane są:
- kościół parafialny pw. św. Józefa Oblubieńca, barokowy z 1685 r., przebudowany w 1826 roku
  - przykościelny cmentarz
- klasztor – prepozytura cystersów, obecnie plebania z końca XVII w., przełom XIX/XX w.
- kaplica pw. św. Anny, z 1736 r., przebudowana w 1827 r.

inne zabytki:
- ruiny kościoła św. Mikołaja z XV–XVI wieku